# Одеський район (1923—1962)
Одеський район — район УСРР, існував з 1923 по 1930 роки в складі Одеської округи та з 1937 до 1962 року в складі Одеської області. Центром району була Одеса. Станом на 1 жовтня 1925 року кількість населення складала 23 116 осіб, площа становила 564 кв. версти, кількість сільрад — 15. В складі району існувала Ольгіївська німецька національна сільрада.

## Історія
У 1937 році на території приміської зони Одеської міськради було відновлено Одеський район у складі Одеської області.
Станом на 1 жовтня 1938 року Одеський район складався з 24 сільських рад.
26 березня 1939 року відновлено Овідіопольський район у складі Овідіопольскої, Барабойської, Дальник II, Роксоланівської, Калаглейської, Олександівської, Санжейської сільрад Одеського району, та сільрад ліквідованого Спартаківського району (за винятком Фрейдентальської сільради, яка відійшла до Біляївського району).
1 жовтня 1939 року створено Холодно-Балківську і Нерубайську сільські ради, Кубанська с/р (Кубанка) Янівського району — перечислена до Одеського району.
На 1 вересня 1946 року Одеський район складався з 18 сільрад: Августівська, Бурлачо-Балківська, Великобалківська, Велико-Долинська, Гниляківська, Григорівська, Дальницька, Іллінська, Красносільська, Крижанівська, Кубанська (19.11.1960 об'єднана з Красносільською с/р), Маринівська, Нерубайська, Новодофінівська, Прилиманська, Протопопівська, Сухолиманська, Холодно-Балківська. Площа району складала 0,6 тис. кв. км..
Район ліквідовано у 1962 році.